# Attentat d'Al-Srir
L'attentat d'Al-Srir a lieu en 2013 lors de la guerre civile libyenne.

## Déroulement
L'attentat a lieu au poste militaire d'Al-Srir, à environ 50 kilomètres de Benghazi. Dans la nuit du 21 au 22 décembre, un kamikaze fait exploser son véhicule devant un poste de l'Armée nationale libyenne.
Selon Aymen al Abdlay, un responsable militaire de Benghazi : « Un véhicule Toyota s'est approché du point de contrôle et s'est garé. Il y avait un jeune homme qui conduisait, mais quand les militaires se sont approchés pour vérification, le véhicule a explosé ».
Un premier bilan fait état de 7 morts et 8 blessés, par la suite il monte à 13 tués. Trois corps et 17 blessés sont admis à l'hôpital d'al-Morj, à 100 km à l'est de Benghazi. 4 corps, des morceaux de chair humaine qui pouvant appartenir au kamikaze, et trois blessés placés en soins intensifs sont également admis au centre hospitalier de Benghazi.
Les autorités libyennes décrètent un deuil de trois jours. Depuis la fin de la guerre civile libyenne, le pays et particulièrement les environs de Benghazi, continue d'être le théâtre de nombreuses violences. Les assassinats visant des militaires, des policiers, des juges, des notables et des responsables de médias ont fait plus de 300 morts à Benghazi et à Derna en 2013.